# Isole Marshall ai Giochi della XXXIII Olimpiade
Le isole Marshall hanno partecipato ai Giochi della XXXIII Olimpiade, svoltisi a Parigi, Francia, dal 26 luglio all'11 agosto 2024. La delegazione era composta da quattro atleti, due uomini e due donne, impegnati in tre discipline.

## Delegazione
| Sport             | Uomini | Donne | Totale |
| ----------------- | ------ | ----- | ------ |
| Atletica leggera  | 1      | 0     | 1      |
| Nuoto             | 1      | 1     | 2      |
| Sollevamento pesi | 0      | 1     | 1      |
| Totale            | 2      | 2     | 4      |

## Risultati

### Atletica leggera
| Q | Qualificato al turno successivo per la posizione in qualificazione                                                           |
| q | Qualificato per il turno successivo per ripescaggio o, negli eventi su campo, conquistando la misura minima per qualificarsi |

Maschile
Eventi su campo
| Atleta       | Evento          | Preliminari | Preliminari | Batterie        | Batterie        | Semifinale      | Semifinale      | Finale          | Finale          |
| Atleta       | Evento          | Misura      | Posizione   | Risultato       | Posizione       | Risultato       | Posizione       | Risultato       | Posizione       |
| ------------ | --------------- | ----------- | ----------- | --------------- | --------------- | --------------- | --------------- | --------------- | --------------- |
| William Reed | 100 metri piani | 11"29       | 6º          | non qualificato | non qualificato | non qualificato | non qualificato | non qualificato | non qualificato |

### Nuoto
Maschile
| Atleta         | Evento                         | Batterie | Batterie  | Semifinali      | Semifinali      | Finale          | Finale          |
| Atleta         | Evento                         | Tempo    | Posizione | Tempo           | Posizione       | Tempo           | Posizione       |
| -------------- | ------------------------------ | -------- | --------- | --------------- | --------------- | --------------- | --------------- |
| Phillip Kinono | 50 metri stile libero maschili | 27"43    | 62º       | non qualificato | non qualificato | non qualificato | non qualificato |

Femminile
| Atleta       | Evento                          | Batterie | Batterie  | Semifinali      | Semifinali      | Finale          | Finale          |
| Atleta       | Evento                          | Tempo    | Posizione | Tempo           | Posizione       | Tempo           | Posizione       |
| ------------ | ------------------------------- | -------- | --------- | --------------- | --------------- | --------------- | --------------- |
| Kayla Hepler | 50 metri stile libero femminili | 30"33    | 62ª       | non qualificata | non qualificata | non qualificata | non qualificata |

### Sollevamento pesi
Femminile
| Atleta        | Evento | Strappo   | Strappo    | Slancio   | Slancio    | Totale | Classifica |
| Atleta        | Evento | Risultato | Classifica | Risultato | Classifica | Totale | Classifica |
| ------------- | ------ | --------- | ---------- | --------- | ---------- | ------ | ---------- |
| Mattie Sasser | −59 kg | 94 kg     | 12ª        | 115 kg    | 10ª        | 209 kg | 10ª        |